# Phelsuma modesta
Phelsuma modesta är en ödleart som beskrevs av  Mertens 1970. Phelsuma modesta ingår i släktet Phelsuma och familjen geckoödlor. IUCN kategoriserar arten globalt som livskraftig.

## Underarter
Arten delas in i följande underarter:
- P. m. modesta
- P. m. leiogaster
- P. m. isakae